# Cosmethis rana
Cosmethis rana là một loài bướm đêm trong họ Geometridae.